# Al-Bataïhí
Abu-Abd-Al·lah Muhàmmad al-Mamun ibn Fàtik al-Bataïhí (àrab: المأمون البطائحي, al-Maʾmūn al-Baṭāʾiḥī), més conegut simplement com al-Bataïhí (mort en 1125), fou un visir fatimita.
Originari d'una família obscura, va arribar a alts càrrecs per la protecció del visir al-Àfdal ibn Badr al-Jamalí. Va participar en l'assassinat del seu protector (1121) i el va succeir en el càrrec sota el califa al-Àmir (1101–1130). Va construir un observatori al Caire, ja projectat per al-Àfdal, sota la direcció de l'andalusí Abu-Jàfar Yússuf ibn Hasday i altres savis egipcis o estrangers; es van interrompre els treballs el 1125 quan fou destituït pel califa i arrestat acusat d'aspirar al califat. L'observatori fou demolit i els materials utilitzats per altres obres.
Finalment fou crucificat.